# Polytoop (meetkunde)
Een polytoop is in de meetkunde een uitbreiding van het driedimensionale begrip veelvlak in meer en minder dimensies. Net als een veelvlak bestaat een polytoop uit punten, de hoekpunten, in een meerdimensionale ruimte, die door ribben worden verbonden. De zijvlakken van een polytoop worden door deze ribben begrensd. In meer dimensies worden polytopen van hogere dimensie begrensd door polytopen van lagere dimensie.
- De planaire polytopen zijn de veelhoeken van dimensie 2. De regelmatige veelhoeken en de regelmatige sterveelhoeken zijn hiervan voorbeelden.
- De polytopen van dimensie 3 zijn de veelvlakken. De indeling van de uniforme veelvlakken is bijvoorbeeld volledig bekend. De categorie van polytopen van 3 dimensies die het beste is te begrijpen zijn de regelmatige veelvlakken.

- YouTube. Perfect Shapes in Higher Dimensions - Numberphile.